# Gdzie jest Kłamczuch?
Gdzie jest Kłamczuch?, lub też jako Kłamczuch – polski teleturniej prowadzony przez Krzysztofa Ibisza i emitowany na antenie TV4 od 4 września 2008 do 19 czerwca 2009, oparty na amerykańskim formacie Dirty Rotten Cheater.

## Zasady gry
W każdym odcinku brało udział 6 uczestników, z czego jeden zostawał tytułowym „Kłamczuchem”. Na początku wszyscy gracze po kolei otwierali pulpity i mówili, że nie są tytułowym „Kłamczuchem” (ktoś kłamał). Mina zawodnika przy otwieraniu pulpitu mogła mieć znaczenie podczas dalszej gry.
Gra składała się z 5 rund, w której każdej z nich prowadzący zadawał pytania zadane wcześniej w ankietach (w pierwszej rundzie 1 pytanie, w rundach 2–4 – 2 pytania, początkowo w 4 rundzie były 3 pytania), które miały często charakter żartobliwy i dotyczyły najczęściej sytuacji z życia. W każdym z nich uczestnicy wybierali 8 (początkowo 10) najpopularniejszych odpowiedzi, spośród których odpowiedź, która padała najczęściej miała wartość 250 zł, a najrzadziej – wartość 2500 zł. Wartość pytań wyglądała następująco:
Początkowo
1. 250 zł
2. 500 zł
3. 750 zł
4. 1000 zł
5. 1250 zł
6. 1500 zł
7. 1750 zł
8. 2000 zł
9. 2250 zł
10. 2500 zł

W późniejszych odcinkach
1. 250 zł
2. 500 zł
3. 750 zł
4. 1000 zł
5. 1250 zł
6. 1500 zł
7. 2000 zł
8. 2500 zł

Następnie gracze po kolei udzielali odpowiedzi na pytania – jeśli znajdowała się na liście, otrzymywali tyle pieniędzy, ile warta była odpowiedź. Kłamczuch widział wszystkie odpowiedzi na swoim pulpicie i starał się udzielać odpowiedzi tak, by nie wzbudzić podejrzeń. Po zakończeniu rundy w rundzie 1, 2 i 3, prowadzący przyznawał najlepszym graczom w rundzie premie w wysokości kolejno 6000, 3000 i 1500 zł. W przypadku remisu premia dla dwóch graczy była sumowana i dzielona po równo. Następnie poszczególni uczestnicy głosowali – jeśli któryś z nich otrzymał 3 głosy, odpadał z gry z pustymi rękami. Natomiast jeśli któryś z uczestników nie otrzymał trzech głosów, Kłamczuch potajemnie eliminował kogoś z dalszej gry. Jeśli osoba odpadająca była Kłamczuchem, pozostali zachowywali swoje wygrane, jeśli nie – tracili połowę swoich pieniędzy. W czwartej rundzie o tym, kto był Kłamczuchem, decydowało głosowanie publiczności zgromadzonej w studiu. Jeśli któryś z uczestników otrzymał co najmniej 51% głosów, eliminowany był z dalszej gry. Jeśli natomiast nie uzyskano większości głosów – Kłamczuch eliminował kogoś z gry. Gdy po którejś rundzie Kłamczuch został wytypowany, to jeden z pozostałych zawodników zostawał nowym Kłamczuchem.
W finale brało udział 2 zawodników, którzy odpowiadali na 2 pytania i udzielali na nie na zmianę po 3 odpowiedzi. Po zakończeniu finału każdy z zawodników miał 15 sekund, by przekonać publiczność, że to nie on jest Kłamczuchem. Następnie publiczność głosowała, kto ich zdaniem jest Kłamczuchem. Jeżeli Kłamczuch został zdemaskowany, pieniądze wygrywał uczciwy gracz, zaś jeśli nie został zdemaskowany, to zdobywał pieniądze.

## Odcinek specjalny
19 grudnia 2008 wyemitowano specjalny odcinek programu, w którym wzięli udział: Tomasz Lulek, Ewa Skibińska, Renata Pałys, Barbara Mularczyk, Magdalena Kacprzak i Teresa Kwiatkowska. Odcinek ten wygrała Ewa Skibińska, która była Kłamczuchem od początku gry. W odcinku tym trochę zmieniono zasady – gracz, który odpadł nie odpowiadał już na pytania, ale pozostawał na swoim miejscu; za nieznalezienie Kłamczucha gracze nie tracili połowy pieniędzy. W odcinku specjalnym zdobyto 27 750 zł, która została przekazana na leczenie i rehabilitację dzieci podopiecznych Fundacji Polsat.

## Oprawa muzyczna i studia
Zarówno do amerykańskiej, jak i pierwszej edycji polskiej wersji „Kłamczucha” muzykę skomponowała grupa Mosher and Stoker Composers z Timem Mosherem na czele (jest on wymieniony w napisach końcowych), a do II edycji muzykę również skomponował Mosher, przy współpracy z Pierre Bilonem i Jeanem Morą.
W drugiej serii studio programu uległo zmianie – wprowadzono więcej świateł, kolor niebieski za uczestnikami oraz animacyjne tło, które widniało za prowadzącym.